# پرال د آرلانسا
پرال د آرلانسا (به اسپانیایی: Peñaranda de Duero) یک شهرستان در اسپانیا است.